# Exosphaeroma parva
Exosphaeroma parva is een pissebed uit de familie Sphaeromatidae. De wetenschappelijke naam van de soort is voor het eerst geldig gepubliceerd in 1924 door Charles Chilton.